# إدماج اجتماعي

الإدماج الاجتماعي (ومطاوعه الاندماج) هو علاقات المودة والعطف وحب الآخرين والتعاون واحترام حقوق الآخرين وتعلم العقائد والأفكار والتفاعل الاجتماعي مع الآخرين.
ولتحقيق الاندماج فإن ذلك يقتضي من الفرد الجديد ان يستوعب ثقافة ولغة المجتمع الذي يتواجد فيه.وتعد اللغة الوسيلة الأولى.

## الاحتياجات الخاصة
الدمج الاجتماعي يقصد به دمج ذوي الإعاقة في الحياة الاجتماعية العادية والتعامل والمشاركة في مرافق وأنشطة المجتمع سواء الدمج الوظيفي أو في السكن والإقامة، مع تهيئة المجتمع لتقبلهم كأفراد منتجين ومتكاملين ومتفاعلين مع سائر أفراد المجتمع. والدمج الاجتماعي يتكامل مع الدمج التعليمي ولا يقل أهمية عن الدمج التعليمي الأكاديمي من حيث المزايا. وقد يعتبر الدمج الاجتماعي بوجهة نظر الكثير من الباحثين والمربين أهم من الدمج الأكاديمي التعليمي لأنه يضيف لذوي الإعاقة الكثير من خبرات المجتمع.